# Microscòpia de reflexió interna total

Dispersió d'un camp evanescent per part d'una sonda.

La microscòpia de reflexió interna total és una tècnica d'imatge òptica especialitzada per al seguiment i detecció d'objectes utilitzant la llum dispersa des d'un camp evanescent al voltant d'una interfície dielèctrica. Els seus avantatges són una alta relació senyal-soroll i una alta resolució espacial en la dimensió vertical.

## Rerefons
La reflexió interna total de la llum es produeix a la interfície entre materials de diferents índexs de refracció a angles d'incidència superiors a l'angle crític. {\displaystyle \theta _{c}}, on
{\displaystyle \theta _{c}=\sin ^{-1}(n_{2}/n_{1})}
i {\displaystyle n_{1}} és l'índex del medi incident i {\displaystyle n_{2}} l'índex del mitjà de transmissió i {\displaystyle \theta _{c}} es mesura des de la normal fins a la interfície.
En condicions de reflexió interna total, el camp electromagnètic en el medi de transmissió pren la forma d'una ona evanescent, la intensitat de la qual {\displaystyle I(z)} decau exponencialment amb la distància de la interfície de manera que,
{\displaystyle I(z)=I_{0}e^{-\beta z}}
amb {\displaystyle \beta ={\frac {4\pi }{\lambda }}{\sqrt {(n_{1}\sin(\theta ))^{2}-n_{2}^{2}}}}. A efectes pràctics, el medi de transmissió sovint s'escull perquè sigui un fluid —generalment aigua— en el qual es pot submergir un objecte microscòpic. S'espera que l'objecte, quan s'acosta a la interfície, dispersi la llum proporcional a la intensitat del camp a la seva alçada, {\displaystyle z}. Com que la profunditat de penetració del camp evanescent és de l'ordre de centenars de nanòmetres, aquesta tècnica es troba entre les més sensibles per fer el seguiment dels desplaçaments en la direcció perpendicular a una superfície.

## Aplicacions

### Imatge
La fina regió d'excitació d'un camp evanescent permet obtenir imatges de camp ampli d'una àrea de mostra seleccionada amb una alta relació senyal-soroll. Tanmateix, en lloc de confiar en la dispersió òptica, sovint s'introdueixen fluoròfors a la mostra per a una visualització més selectiva en aplicacions biològiques. Aquesta popular tècnica d'imatge es coneix com a microscòpia de fluorescència de reflexió interna total.

### Seguiment de partícules
Utilitzant una ona evanescent calibrada, la posició d'una partícula col·loïdal o d'una sonda microscòpica es pot fer un seguiment amb precisió nanomètrica mitjançant el seguiment de la intensitat de la llum dispersa mitjançant una reflexió interna total frustrada. Aleshores es pot obtenir una dinàmica detallada de la sonda o partícula, ja sigui en condicions d'equilibri tèrmic o de no equilibri.
Per exemple, recollint la distribució de probabilitat de posició independent del temps d'una partícula de sonda en equilibri tèrmic i invertint la distribució de Maxwell-Boltzmann,
{\displaystyle p(z)={\frac {1}{Z}}e^{-{\frac {V(z)}{kT}}}}
on {\displaystyle Z} és la funció de partició i {\displaystyle k} la constant de Boltzmann, es pot obtenir el perfil d'energia potencial de les interaccions entre la partícula i una superfície. D'aquesta manera, es poden detectar forces sub-picoNewton.
D'altra banda, la dinàmica difusora d'una cèl·lula o d'un col·loide es pot deduir a partir de la seva sèrie temporal de posició obtinguda mitjançant TIRM o un altre mètode de seguiment de partícules. D'aquesta manera s'han estudiat els efectes d'acoblament hidrodinàmic que donen lloc a una difusió reduïda d'una partícula a les proximitats d'una interfície sòlida.